# –30–
Pour le film, voir -30-.
–30– est une mention traditionnellement utilisée par les journalistes en Amérique du Nord pour indiquer la fin d'une histoire.
Elle se trouve plus généralement à la fin d'un communiqué de presse.
Le magazine de la Fédération professionnelle des journalistes du Québec se dénomme -Trente-, en référence à cet usage.

## Histoire
L'emploi journalistique de -30- provient de l'utilisation du numéro pendant la guerre de Sécession américaine dans le Code de sténographie télégraphique. Il signifiait la fin d'une transmission.
Les opérateurs de télégraphe avec les signaux numériques filaires les ont adaptés pour noter la priorité d'un article ou confirmer sa transmission et sa réception.
L'étymologie populaire veut que cela soit une référence à l'Évangile selon Jean (19:30) :
« Quand Jésus eut pris le vinaigre, il dit : “Tout est accompli”. Et, baissant la tête, il rendit l'esprit. »